# 查理·胡尔
查理·胡尔（英語：Charley Hull，1996年3月20日—），是一位英国女子职业高尔夫球手。

## 早期生活
查理在两岁的时候第一次接触高尔夫，并开始与她的父亲在凯特灵高尔夫俱乐部打球。她于13岁时离开学校在家接受教育，并开始参加业余赛事。

## 业余生涯
查理与她的家庭一起在冬天居于美国佛罗里达州，以沃本高尔夫和乡村俱乐部为基地球场。
查理于9岁时在坦伯利赢得了联合王国全国女子锦标赛（UK National Ladies Championship），获得了公众注意。10岁时她与摩根·普雷塞尔在英国公开赛职业/业余配对赛共同打球。查理随后在美国及英国赢得了数项业余赛事，进入了世界业余高尔夫排名前10名。
查理在2012年柯蒂斯杯上代表大不列颠及北爱尔兰队出场。她未能在前两天的四球赛及四人赛中获胜，但在最后一天的单人赛中获胜，并与大不列颠及北爱尔兰队以10½–9½战胜了美国队。她最初因为与女子高尔夫联盟在一场与她被邀请参加的LPGA巡回赛大满贯赛事纳贝斯克锦标赛冲突的强制性训练项目上的争执而被从队伍中移除。女子高尔夫联盟重新将查理加入了队伍，而查理在纳贝斯克锦标赛上排名并列第38名。
查理还参加了2012年英国女子公开赛，并在第一轮后并列第三名。

## 职业生涯
查理于2013年3月参加了她的职业生涯首场比赛，并公开反对单性别俱乐部。

## 业余胜利
- 2011年：艾昂·D·琼斯/多尔蒂锦标赛、[12]威尔士女子公开比杆锦标赛、[13]英格兰女子比杆锦标赛[14]
- 2012年：哈德·霍尔邀请赛[15]

## 团队参与
业余
- 柯蒂斯杯（英语：Curtis Cup）（代表大不列颠及北爱尔兰）：2012年（获胜者）

职业
- 索尔海姆杯（代表欧洲）：2013年（获胜者）